# マレク・チェフ (1976年生のサッカー選手)
マレク・チェフ（Marek Čech、1976年4月8日 - ）は、チェコ・オストラヴァ出身のプロサッカー選手。ポジションはゴールキーパー。

## 経歴

### クラブ
チェフは、1990年の18歳になったときにユースチームと契約書にサインしたにもかかわらず、出場機会を得ることが出来なかった。バニーク・オストラヴァに移籍した。

### 代表
2006年11月15日に、彼は1-1の引き分けで終わったデンマークとの親善試合にチェコ代表としてデビューを果たした。これは彼の唯一の代表キャップだった。ペトル・チェフとヤロミール・ブラゼクがいたので、第3ゴールキーパーだった。

## タイトル

### クラブ
MŠKジリナ
- ツォルゴン・リーガ：1回
  - 2001-22

FCスロヴァン・リベレツ
- ガンブリヌス・リガ：1回
  - 2005-06